# KOC・JAPAN
KOC・JAPAN株式会社（英: KOC JAPAN Inc.）は、東京都中央区銀座に本社をおく、飲食店舗を中心とした広告代理業務を行う日本の企業である。

## 概要
ファウンダーはテレビで飲食店の受賞式「飲食天王授賞式」を主催している香港人経営者「梁震宇」。2019年に来日して、2020年に日本でKOC・JAPAN株式会社を設立。
店舗情報プラットフォームおよび「Cポン」という決済システムを提供している。
2022年1月現在、cポンのユーザーは10万人を超えた。